# 바일 대수
환론에서 바일 대수(영어: Weyl algebra)는 다항식 계수의 미분 연산자로 구성되는 단위 결합 대수이다.

## 정의
체 {\displaystyle K} 위의 1변수 다항식환 {\displaystyle K[x]}를 생각하자. 그렇다면,
{\displaystyle \sum _{i=1}^{n}f_{i}(x)\partial _{x}^{n}+\cdots +f_{1}(x)\partial _{x}+f_{0}(x)}
와 같은 꼴의 선형 변환 {\displaystyle K[x]\to K[x]}을 생각할 수 있다. 위와 같은 꼴의 선형 변환들은 덧셈 및 함수의 합성에 대하여 닫혀 있어 환을 이룬다. 이를 바일 대수라고 한다.
바일 대수는 두 변수에 대한 자유 단위 결합 대수 {\displaystyle K\langle x,p\rangle }의, 아이디얼 {\displaystyle (xp-px-1)}에 대한 몫환으로도 정의할 수 있다.
바일 대수를 일반화하여 n-바일 대수도 정의할 수 있다. 이는 n개의 변수를 가지는 다항식들을 계수로 가지는 미분 연산자들의 환이다. 즉,
{\displaystyle {\frac {K\langle x_{1},\dots ,x_{n},p_{1},\dots ,p_{n}\rangle }{(x_{1}p_{1}-p_{1}x_{1}-1,\dots ,x_{n}p_{n}-p_{n}x_{n}-1)}}}
이다.

## 성질
바일 대수는 나눗셈환 위에서 정의된 행렬환이 아닌 단순환이다. 바일 대수는 영인자를 갖지 않는, 가환환이 아닌 환의 예이다. 또한, 바일 대수는 오레 확장(영어: Ore extension)을 이룬다.

## 역사
헤르만 바일이 양자역학의 불확정성 원리를 수학적으로 연구하기 위해서 바일 대수를 도입하였다.